# Ксенія Монзуль
Ксенія Юріївна Монзуль — перша жінка-рефері ФІБА 3x3 в Україні.
Ксенія зростала та навчалася в Кропивницькому. З дитинства захоплювалася спортом, надаючи перевагу баскетболу.
Грала за студентську команду під час навчання в університеті. Після закінчення Міжрегіональної академії управління персоналом отримала ліцензію судді з баскетболу. Ксенія працює на різних змаганнях з баскетболу як на професіональному, так і на аматорському рівнях.
Окрім суддівства Ксенія також грає у баскетбол на аматорському рівні. Здобула велику кількість нагород в Україні та на міжнародних турнірах.
Отримала ліцензію судді FIBA 3x3 2018 року. Також працює на баскетбольних турнірах 3х3.
Судила матчі кваліфікаційного турніру чемпіонату Європи 2019 з баскетболу 3x3 у Києві.
Ксенія отримала диплом тренера з баскетболу після закінчення Національного університету України з фізичної культури та спорту.
Має досвід баскетбольного менеджменту в баскетболу, працюючи зі збірною України U-20, очолюючи Студентську баскетбольну лігу України та Суперлігу.
Її захоплення — спорт, читання, подорожі, відпочинок, домашні тварини та… баскетбол.